# Федотов, Степан Фатеевич
Степан Фатеевич Федотов (10.6.1925 — 14.12.2015) — обжигальщик плиток Кучинского комбината керамических облицовочных материалов Главмоспромстройматериалов Мосгорисполкома (город Железнодорожный Московской области). Герой Социалистического Труда (1971).

## Биография
Родился 10 июня 1925 года в селе Александровка ныне Кореневского района Курской области в семье крестьянина. Русский. Окончил 7 классов. Работал в колхозе в родном селе. В 1941-1943 годах находился на временно оккупированной врагом территории.

### В Великой Отечественной войне
В РККА с 3 апреля 1943 года. В звании ефрейтора служил пулемётчиком в запасном полку в посёлке Алабино под Наро-Фоминском. В октябре 1943 года был направлен в Кубинку и зачислен минёром-разведчиком в минно-инженерную роту 2-й механизированной бригады 5-го механизированного корпуса. В ноябре 1943 года корпус был включён в состав 6-й танковой армии 1-го Украинского фронта.
Боевое крещение получил в январе 1944 года в ходе Корсунь-Шевченковской операции, участвуя в боях на внешнем фронте окружения вражеской группировки. В последующем воевал на 2-м Украинском фронте и в составе 1-го Чехословацкого армейского корпуса.
В боях дважды ранен и контужен: 14 сентября 1944 года в районе города Турда осколками гранаты (лечился до ноября 1944 года в госпитале в городе Брашов, Румыния); 29 марта 1945 года на плацдарме реки Раба (Венгрия).
Помощник командира взвода инженерно-минной роты 30-й гвардейской механизированной бригады 9-го гвардейского механизированного корпуса гвардии ефрейтор С. Ф. Федотов был награждён орденом Отечественной войны 2-й степени за быстрое восстановление сожжённого противником моста под Будапештом в декабре 1944 года и орденом Славы 3-й степени за отличие при форсировании реки Раба в марте 1945 года, где под огнём врага провёл инженерную разведку переправ, а при самом форсировании на надувной лодке переправил 2 роты бойцов. Летом 1945 года 6-я гвардейская танковая армия в полном составе передислоцировалась на Забайкальский фронт.
В августе 1945 года С. Ф. Федотов участвовал в войне с милитаристской Японией В составе своей бригады преодолел хребет Большой Хинган и участвовал во взятии городов Мукден, Чанчунь, Дайрен. Войну закончил в Порт-Артуре.

### После войны
После окончания войны до апреля 1946 года служил в Мукдене, затем до 1950 года - старшиной роты управления на станции Оловянная в Читинской области. Летом 1950 года был демобилизован. Приехал сначала на родину, затем — в Москву, где устроился работать обжигальщиком на Кучинский кирпичный завод в подмосковном городе Железнодорожный. Затем работал в механическом цехе и недолго заведующим клубом.
В 1953 году вернулся к профессии обжигальщика. Вскоре, когда Кучинский завод начал плиточное производство, С. Ф. Федотова направили в Харьков на учёбу, где он овладел новой техникой обжига керамической плитки.

### Трудовой подвиг
В течение семилетки добился самых высоких показателей производства, за что в 1963 году был награждён орденом Ленина. В последовавшей за ней 8-й пятилетке Федотов ещё более увеличил производительность своего труда и выполнил пятилетний план за 3,5 года.
Указом Президиума Верховного Совета СССР от 7 мая 1971 года за выдающиеся производственные успехи в выполнении заданий пятилетнего плана Федотову Степану Фатеевичу присвоено звание Героя Социалистического Труда с вручением ордена Ленина и золотой медали «Серп и Молот».
В 1970-х -1980-х годах работал мастером смены обжигальщиков в цехе производства керамической плитки. Он отдал родному предприятию 40 лет профессионального труда. В течение всего времени работы на предприятии активно участвовал в общественной жизни. Неоднократно избирался депутатом городского Совета, Московского областного Совета народных депутатов.
На комбинате был учреждён специальный вымпел имени С. Ф. Федотова, который вручался передовым бригадам. В 1985 году было присвоено звание «Почётный гражданин города Железнодорожного». С 1990 года на пенсии. Жил в городе Железнодорожном. Один из создателей и первый председатель Совета ветеранов войны и труда города.
Скончался 14 декабря 2015 года.

## Награды
- Золотая медаль «Серп и Молот» (23.06.1966);
- Орден Ленина (21.06.1963).
- Орден Ленина ( 07.05.1971)
- Орден Отечественной войны I степени[3][4]
- Орден Отечественной войны II степени[5](14.02.1945)
- Орден Славы III степени (24.05.1945)[6]
- Медаль Жукова[7]
- медаль «За взятие Будапешта»
- Медаль «За взятие Вены»
- Медаль «За освобождение Праги»
- Медаль «В ознаменование 100-летия со дня рождения Владимира Ильича Ленина» (6 апреля 1970[8])
- Медаль «За победу над Германией в Великой Отечественной войне 1941—1945 гг.» (9 мая 1945[9])
- Медаль «За победу над Японией»
- Юбилейная медаль «Двадцать лет Победы в Великой Отечественной войне 1941—1945 гг.» (7 мая 1965[10])
- Юбилейная медаль «Тридцать лет Победы в Великой Отечественной войне 1941—1945 гг.»[11]
- Медаль «Сорок лет Победы в Великой Отечественной войне 1941-1945 гг.»[12]
- Юбилейная медаль «50 лет Победы в Великой Отечественной войне 1941—1945 гг.»[13]
- Юбилейная медаль «Шестьдесят лет Победы в Великой Отечественной войне 1941—1945 гг.»
- Юбилейная медаль «Шестьдесят пять лет Победы в Великой Отечественной войне 1941—1945 гг.»
- Юбилейная медаль «Семьдесят лет Победы в Великой Отечественной войне 1941—1945 гг.»
- Медаль «Ветеран труда»
- Медаль «30 лет Советской Армии и Флота»[14]
- Юбилейная медаль «40 лет Вооружённых Сил СССР»[15]
- Юбилейная медаль «50 лет Вооружённых Сил СССР» (26 декабря 1967[16])
- Юбилейная медаль «60 лет Вооружённых Сил СССР» (28 января 1978[17])
- Юбилейная медаль «70 лет Вооружённых Сил СССР» (28 января 1988[18])
- Знак «Гвардия»
- Знак МО СССР «25 лет Победы в Великой Отечественной войне» (24 апреля 1970[1])

## Память
- На могиле Героя установлен надгробный памятник.